# Albatros B.II
Die Albatros B II war ein deutsches Militärflugzeug, das von den deutschen, österreich-ungarischen und türkischen Luftstreitkräften im Ersten Weltkrieg eingesetzt wurde. Es wurde 1914 als Weiterentwicklung der Albatros B I entworfen. Sie wurde ebenfalls vom Konstrukteur Grohmann entwickelt und trug die Projektbezeichnung L-2 beziehungsweise die Werksbezeichnung DD-2.

## Geschichte
Wie bei dem Vorgänger B I handelte es sich um einen Aufklärer. Damit der Beobachter im vorderen Sitz eine bessere Sicht hatte, waren die unteren Tragflügel in der Wurzel rechteckig ausgeschnitten.
Bis 1915 diente die Maschine als unbewaffneter Aufklärer, wurde dann aber durch die stärkeren und bewaffneten Flugzeuge der C-Reihe ersetzt.  Wegen ihrer hervorragenden Flugeigenschaften, der Wirtschaftlichkeit und Zuverlässigkeit verwendete man sie als Schulflugzeug bis zum Ende des Ersten Weltkrieges und zum Teil darüber hinaus. So benutzte die polnische Luftwaffe insgesamt 24 Albatros B II und B IIa bis in die zwanziger Jahre hinein als Schulflugzeuge.
Die Maschine wurde mit 100 PS Mercedes D I-, 110 PS Benz Bz II- und 120 PS Mercedes-D-II-Motoren produziert.
In der Version B IIa (Werksbezeichnung Albatros L 30) verfügte das Flugzeug über eine verstärkte Zelle und Mercedes D II- oder Argus-As-II-Motor (beide 120 PS).
Die B II war Ausgangspunkt der Weiterentwicklung des Aufklärers C I, der den Urvater einer bis zu C XIII reichenden Reihe bildete.
Nach dem Vorbild eines erbeuteten Albatros wurden die russischen Lebedew-11 und Lebedew-12 gebaut.
Die Version Albatros W.1 ist ein Schwimmerflugzeug basierend auf der Albatros B II. Bei ihr wurde das Landewerk gegen Schwimmerkufen getauscht und die Fläche der Tragflächen vergrößert.

## Technische Daten

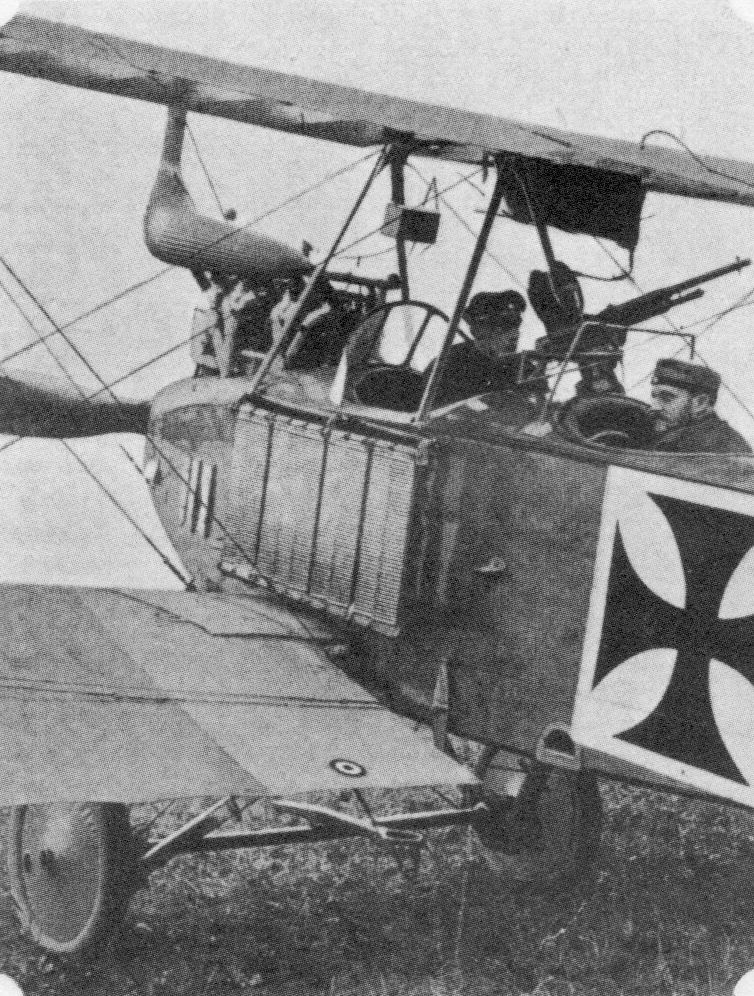
Albatros B.II mit behelfsmäßig montiertem MG in vorderem Beobachterstand

| Kenngröße             | Daten                                                                                 |
| --------------------- | ------------------------------------------------------------------------------------- |
| Besatzung             | 2                                                                                     |
| Länge                 | 7,65 m                                                                                |
| Spannweite            | 12,80 m                                                                               |
| Höhe                  | 3,15 m                                                                                |
| Flügelfläche          | 36,60 m²                                                                              |
| Leermasse             | 720 kg                                                                                |
| Zuladung              | 350 kg                                                                                |
| max. Startmasse       | 1070 kg                                                                               |
| Höchstgeschwindigkeit | 110 km/h                                                                              |
| Steigleistung         | 2,00 m/s                                                                              |
| Dienstgipfelhöhe      | 3000 m                                                                                |
| max. Reichweite       | 400 km                                                                                |
| Triebwerk             | ein wassergekühlter 6-Zylinder-Reihenmotor Mercedes D-I, 105 PS (77 kW) Startleistung |

## Erhaltene Flugzeuge
Heeresgeschichtliches Museum, Wien.